# Ferm
Ferm (voor 2020 bekend als het Katholiek Vormingswerk voor Landelijke Vrouwen (KVLV) en de Boerinnenbond) is een katholieke Vlaamse vrouwenorganisatie.

## Geschiedenis
De fundamenten van de organisatie werden gelegd door Paul De Vuyst die in 1906 een aantal leraressen van de landbouwhuishoudschool te Alveringem wist te overtuigen een landbouwkring op te richten. Het initiatief kende al gauw navolging en omstreeks 1910 waren er een zeventigtal kringen opgericht in gans België. Deze kringen werden in 1911 samengebracht door Eduard Luytgaerens, algemeen secretaris en proost van de Belgische Boerenbond (BBB). Op de algemene vergadering van 6 juni werd de Algemeene Belgische Boerinnenbond opgericht.  Eerste voorzitster werd Louise Helleputte-Schollaert. Reeds vanaf de aanvangsperiode werd het tijdschrift De Boerin verspreid. Omstreeks 1914 telde de organisatie 15.014 leden en 136 gilden, na de Eerste Wereldoorlog (1919) was dit toegenomen tot ca. 20.000 leden en 153 lokale afdelingen.
In de activiteiten stond godsdienstopvoeding centraal, daarnaast was er aandacht voor de typische functies van de vrouw in het landelijk leven. Een belangrijk thema was hygiëne, dit om de kindersterfte op het platteland tegen te gaan. Na de Tweede Wereldoorlog verschoof de aandacht naar de modernisering van de gezinswoning, alsook de strijd tegen de ontkerkelijking. Het ledenaantal bedroeg in 1945 87.731 verspreid over 967 gilden. Na het Tweede Vaticaans Concilie (1962-1965) verschoof de aandacht naar geloofsverdieping en bezinning. 
Geleidelijk aan verschoof het doelpubliek van de organisatie van een loutere boerinnenaangelegenheid naar een vrouwenbeweging die zich openstelde voor alle landelijke vrouwen. In 1970 telde de organisatie 135.397 leden en 1171 afdelingen. Dit leidde in 1971 tot een naamsverandering, waarbij de organisatie werd hernoemd in Katholiek Vormingswerk van Landelijke Vrouwen en in 1975 in Katholiek Vormingswerk voor Landelijke Vrouwen. 
In 1991 bereikte het ledenaantal van het Katholiek Vormingswerk van Landelijke Vrouwen een hoogtepunt met 163.000 leden, die al lang in meerderheid niet meer in de landbouw werkzaam waren. De vereniging is anno 2008 de grootste vrouwenbeweging in Vlaanderen met 112.000 leden, bijna 14.000 bestuursleden in meer dan 1.000 afdelingen. Sinds 2005 hanteert de vereniging de naam KVLV, Vrouwen met vaart. 
De dienstverlening van KVLV is gaandeweg verder uitgebouwd. Zo ontstonden er verschillende verenigingen waarvan sommige uitgroeiden tot grote private dienstverleners: Landelijke Thuiszorg, Landelijke Kinderopvang, Zorg-Saam en Ons Zorgnetwerk. Onder de noemer Agra participeert KVLV nog aan de beleidsorganen van de Boerenbond.
In 2020 veranderde de KVLV zijn naam in Ferm.

## Structuur

### Bestuur
Huidig voorzitster is Nik Van Gool en directrice is Monique De Dobbeleer. De hoofdzetel was achtereenvolgens gelegen in de Schapenstraat 34 en de Minderbroederstraat 8 te Leuven. Sinds 2004 is het hoofdzetel gevestigd in de Remylaan 4b te Wijgmaal.
| Periode       | Voorzitster       |
| Boerinnenbond | Boerinnenbond     |
| ------------- | ----------------- |
| 1911 - ?      | Louise Schollaert |
| 1923 - 1961   | Jeanne Cardijn    |
| 1962 - 1971   | Juliana Lievens   |
| KVLV          |                   |
| 1971 - 1980   | Juliana Lievens   |
| 1980 - 1990   | Julia Baert       |
| 1990 - 1998   | Nieke Rutten      |
| 1998 - 2012   | Carla Durlet      |
| 2012 - heden  | Nik Van Gool      |

## Publicaties
- Ons Bakboek
- Ons Kookboek (1927)